# Мізуліна Олена Борисівна
Олена Борисівна Мізуліна (рос. Еле́на Бори́совна Мизу́лина) — російський державний та політичний діяч і юрист, член Ради Федерації — представник від виконавчої влади Омської області з 23 вересня 2015 року. Доктор юридичних наук (1992), професор, заслужений юрист РФ.
Депутат Державної думи РФ VI скликання від партії «Справедлива Росія», голова комітету Держдуми з питань сім'ї, жінок і дітей. Була депутатом Держдуми II, III і V скликань.
Була членом різних політичних партій: КПРС, «Яблуко», СПС, «Справедливої Росії».
Відома як автор і співавтор резонансних ініціатив і законопроєктів, які викликали неоднозначну громадську реакцію і нерідко супроводжуються скандалами. Серед них — боротьба з «гей-пропагандою», матом в мережі, розлученнями і іноземними усиновителями російських сиріт.

## Біографія

### Ярославль
Народилася 9 грудня 1954 року в місті Буй Костромської області.
1972 року поступила на факультет історії та права Ярославського державного університету. Навчалася в одній групі зі своїм майбутнім чоловіком Михайлом Мізуліним; після четвертого курсу вийшла за нього заміж. У 1977 році закінчила університет, отримавши кваліфікацію юриста.
У 1977—1984 роках працювала спочатку консультантом, потім, в 1984—1985 роках, — старшим консультантом Ярославського обласного суду. Паралельно навчалася в заочній аспірантурі Ярославського державного університету; в 1983 році захистила дисертацію на тему «Природа наглядового виробництва в кримінальному процесі (за матеріалами Ярославського обласного суду)» на здобуття наукового ступеня кандидата юридичних наук.
У 1985 році перейшла на роботу асистентом в Ярославський державний педагогічний інститут ім. К. Д. Ушинського. У 1987 році Мізуліна отримала посаду завідувачки кафедри вітчизняної історії; очолювала кафедру до 1990 року. До серпня 1991 року була членом КПРС.
У 1992 році в Інституті держави і права РАН захистила докторську дисертацію на тему «Кримінальний процес: концепція самообмеження держави». У 1992—1995 роках — доцент, потім професор Ярославського державного університету.

### «Яблоко» і «Союз правих сил»
У 1993 році від блоку «Вибір Росії» була обрана до першого складу Ради Федерації ФС РФ, де була заступником голови Комітету з конституційного законодавства і судово-правових питань, членом Комісії з регламентом і парламентськими процедурами. У 1995 році увійшла в об'єднання «Яблуко» і рух «Реформи — новий курс». З 1995 року очолювала Ярославську регіональну громадську організацію «Рівновага».
У грудні 1995 року Мізуліна була обрана депутатом Державної Думи II скликання по Кіровському одномандатному округу (Ярославль) від «Яблука», в зв'язку з чим в січні 1996 року достроково склала повноваження депутата Ради Федерації. У Державній думі II скликання складалася у фракції «Яблука», була заступником голови комітету із законодавства та судово-правової реформи, заступником голови підкомітету з питань державного будівництва та конституційних прав громадян.

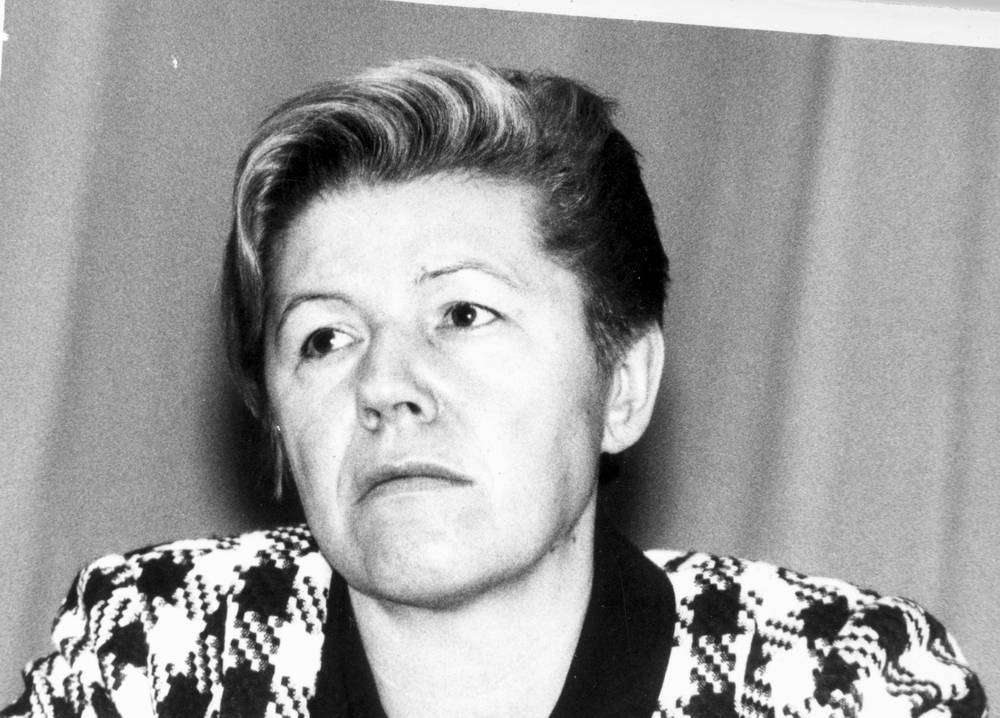
Мізуліна у 1997 році

У грудні 1999 року була обрана депутатом Державної Думи III скликання від «Яблука». У липні 2000 року очолила «Ярославський союз демократичних сил», до якого увійшли представники «Яблука» і «Союзу правих сил». У лютому 2001 року заявила, що не збирається підтверджувати своє членство в «Яблуко». У червні того ж року вступила в «Союз правих сил». Свій відхід з «Яблука» Мізуліна пояснила тим, що їй «особисто соромно бути в партії, яка набирає на виборах лише 5 %. Це для мене стало моральною проблемою». Колишні соратники О. Б. МізуліноЇ по «Яблуку» і СПС Сергій Мітрохін і Леонід Гозман пояснюють неодноразову зміну Мізуліной політичних партій тим, що вона слідкує за політичними трендами.
У лютому 2004 року Мізуліна була затверджена представником Державної думи в Конституційному Суді. В якості представника Держдуми в Конституційному суді, в 2005 році відстоювала правомірність рішення про скасування прямих губернаторських виборів в Росії. Свою роботу в Конституційному суді поєднувала з виконанням обов'язків заступника начальника правового управління апарату Держдуми. У 2005 році закінчила Російську академію державної служби при Президенті РФ.

### «Справедлива Росія»
23 вересня 2007 року передвиборний з'їзд партії «Справедлива Росія: Батьківщина / Пенсіонери / Життя» затвердив список кандидатів на виборах до Держдуми п'ятого скликання. Олена Мізуліна йшла першим номером в регіональній групі № 60 Омська область. На виборах у грудні 2007 року «Справедлива Росія» набрала 7,74 % голосів і отримала 38 мандатів. При розподілі мандатів один був переданий Мізуліній. У Держдумі V скликання увійшла до фракції «Справедлива Росія». У січні 2008 року стала головою Комітету ГД з питань сім'ї, жінок і дітей. При цьому «Справедлива Росія» спочатку висунула на цю посаду Світлану Горячеву, що викликало невдоволення «Єдиної Росії»; Мізуліна очолила комітет як компромісна фігура.
24 вересня 2011 з'їзд «Справедливої Росії» затвердив список кандидатів на виборах до Держдуми шостого скликання. Олена Мізуліна йшла першим номером в регіональній групі № 52 Омська область. На виборах «Справедлива Росія» набрала в Омській області 16,45 % голосів, а в цілому по країні 13,25 % і отримала 38 мандатів. В результаті при розподілі мандатів один був переданий Мізуліній. У Держдумі VI скликання входила до фракції «Справедлива Росія», з 21 грудня 2011 року — голова Комітету ГД з питань сім'ї, жінок і дітей. На з'їзді «Справедливої Росії», що проходив в жовтні 2013 року, відмовилася від посади члена центральної ради партії.

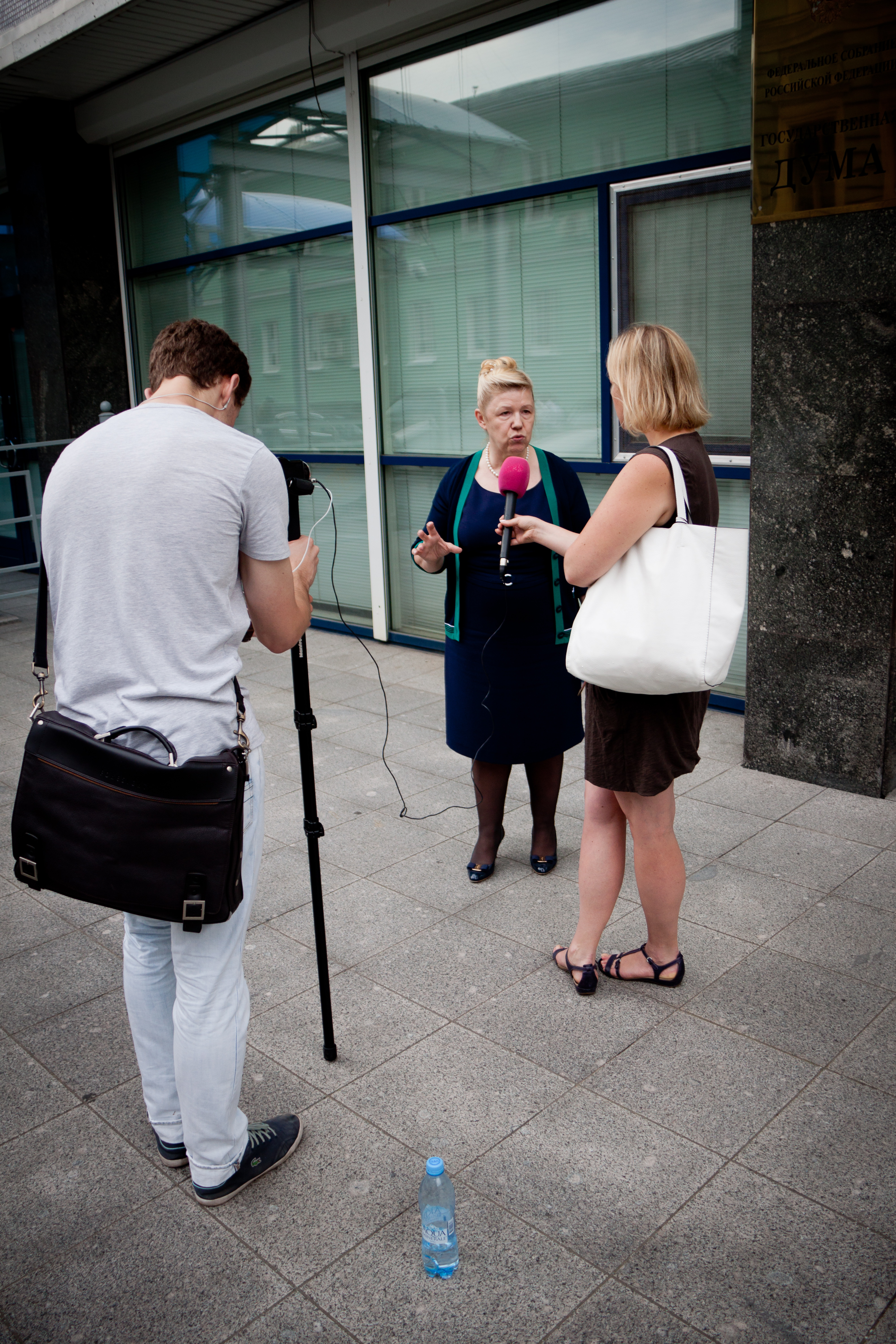
Мізуліна дає інтерв'ю в липні 2012 року

За оцінкою політолога Олександра Кинєва, даної в 2013 році, діяльність Олени Мізуліной в Державній Думі наносила іміджу партії істотної шкоди в очах цільового для неї утвореного міського виборця.
У липні 2015 року т.в.о. губернатора Омської області Віктор Назаров, реєструючись як кандидат на виборах губернатора Омської області, подав до виборчої комісії список з трьох кандидатів до Ради Федерації, серед яких була і Олена Мізуліна. Назаров виграв вибори і, вступивши на посаду 23 вересня 2015 року, наділив Олену Мізуліна повноваженнями члена Ради Федерації — представника губернатора Омської області. Мандат депутата Держдуми був переданий Олександру Кравцову.
23 січня 2017 року подала до регіонального відділення партії «Справедлива Росія» заяву про вихід з партії. Серед можливих причин ЗМІ і окремі члени «Справедливої Росії» називали її невдоволення новим главою омського відділення партії Володимира Гуселетова.

### Рада Федерації
В травні 2017 року Мізуліна втрутилася в діяльність нового Уповноваженого з прав дитини при Президентові Росії Анни Кузнєцової. За підсумками великої прес-конференції 23 грудня 2016 року Володимира Путін доручив Кузнєцовій і Міністерству праці та соціального захисту Російської Федерації вивчити практику вилучення дітей з сімей з точки зору надмірно застосовуваних заходів або неправомірного втручання в сім'ю. 15 травня 2017 року Кузнєцова з посиланням на дані прокуратури повідомила ЗМІ, що офіційно зареєстрованих порушень такого роду «фактично немає». Ці слова Кузнєцової викликали обурення 75 батьківських організацій Росії, які в травні того ж року направили президенту Росії відкритий лист, в якому заявили, що «громадськість сумнівається в об'єктивності цих даних». У конфлікт втрутилася Мізуліна, яка 30 травня 2017 року представила альтернативну доповідь, засновану на даних, зібраних громадськими організаціями, які виступають проти Кузнєцової.

## Законотворча діяльність
Є одним з авторів Закону № 139-ФЗ від 28 липня 2012 (колиш. Законопроєкт № 89417-6), який отримав популярність як «закон про чорні списки» або «закон про цензуру в Інтернеті», а також прийнятого в 2010 році закону «Про захист дітей від інформації, що завдає шкоди їх здоров'ю та розвитку», з яким його часто плутають.
10 липня 2012 року заявила, що подасть запит в міністерство юстиції США з метою перевірити страйк російської Вікіпедії, так як вважає, що в законопроєкті № 89417-6 цензури немає; тоді ж припустила, що за протестами в Інтернеті стоїть «педофільське лобі».
14 листопада 2012 року Мізуліна заявила, що профілактична мета закону 139-ФЗ — без застосування покарання домогтися безпечної інформаційного середовища — досягнута. Також заявила, що, можливо, буде розроблений ще один законопроєкт, який заборонить доступ до сайтів, що дозволяє переглядати сторінки, внесені до єдиного реєстру заборонених сайтів. Серед таких порталів, які протидіють чорному списку, був названий rublacklist.net, що належить піратської партії Росії.
22 листопада 2013 року виступила із ініціативою про внесення в преамбулу Конституції РФ рядків про те, що православ'я є основою національної і культурної самобутності Росії. Зараз жодна релігія в конституції немає згадки і, відповідно до основного закону країни, Росія є світською державою.

## Скандали
У червні 2013 року Слідчий комітет РФ порушив кримінальну справу за фактом образи Мізуліної групою осіб. В рамках цієї справи в СК були викликані журналіст «Нової Газети» Олена Костюченко, гей-активіст Микола Алексєєв, Ксенія Собчак та Альфред Кох. Згідно із заявою Мізуліної, справа в поширенні блогерами завідомо неправдивих відомостей щодо депутата — що вона пропонувала заборонити оральний секс. В рамках слідчих заходів було допитано Ксенію Собчак, за її словами, 15 хвилин слідчий розмовляв з нею про оральний секс. Також на допит був викликаний Альфред Кох, за його словами, три години допиту «два підполковники уточнювали деталі» гейсько-оральних фобій Мізуліної «і його до цього відношення».
23 листопада 2013 року в Лейпцигу, куди Мізуліна прибула для участі в конференції "За майбутнє сім'ї. Чи загрожує зникнення європейським народам? ", За її словами, вона і члени делегації зазнали нападу ЛГБТ-активістів, однак ті відкинули її звинувачення.

## Критика
За словами політолога Марка Урнова, «закони, ініційовані Мізуліною, різноманітні. Але вони мають одну дуже специфічну рису — вони сіють нетерпимість. Вони просто висловлюють в юридичній формі ту установку на нетерпимість і придушення всього, що не відповідає твоїм особистим уявленням про те, що є правильно, а що неправильно».
Мізуліну критикують за активне втручання в різні сфери особистого життя громадян. Письменник Дмитро Биков вважає, що Мізуліна постійно пропонує «законодавчо оформити речі, які повинні бути питанням особистого вибору, і це набагато небезпечніше, ніж будь-який гей-парад». Журналістка Маша Гессен вважає ініціативи Мізуліної втручанням в чуже життя і вбачає в них логічну підміну: «одностатеві шлюби нібито руйнують гетеросексуальні шлюби, а якщо я, скажімо, сплю з жінкою, то це заважає Мізуліній спати з чоловіком».
У відповідь на ряд скандальних ініціатив і законопроєктів Мізуліної, влітку 2013 року в мережі проходив збір підписів за включення її разом з Віталієм Мілоновим в список Магнітського і заборони на в'їзд в США.
Ряд західних зірок зі світу мистецтва висловили протест проти ініційованого Мізуліною антигейского закону. Британський хореограф Бен Райт відмовився від участі в спільному проєкті з Міністерством культури Росії. У відкритому листі Райт розповів, що його потрясли сцени розгону неонацистами гей-параду і звіряче вбивство 23-річного гея в Волгограді. «Путін по суті узаконив смертельно небезпечні забобони і санкціонував переслідування геїв», — пише Райт. Свій лист він завершив закликом бойкотувати Олімпіаду в Сочі. Німецький драматург Маріус фон Майенбург і актор, зірка телесеріалу «Втеча» Вентворт Міллер скасували поїздку на фестиваль «Територія» в Москві, підтримуючи протест. «І це тільки початок … Спасибі скажіть Мізуліній.», — коментує ситуацію, що склалася режисер Кирило Серебренніков.

## Санкції
На Олену Мізуліну накладені санкції:
- Указом президента США (Барак Обама) 14 березня 2014 «за її статус як депутата Держдуми» за «підрив демократичних процесів та інститутів в Україні; загрозу її світу, безпеки, стабільності, суверенітету і територіальної цілісності; і внесення вкладу в незаконному привласненні активів»[47].

- Рішенням Ради Європейського Союзу 21 березня 2014 року, як на «розробника і співавтора останніх законодавчих пропозицій в Росії, дозволяють регіонах інших країн приєднатися до Росії без попередньої згоди своєї центральної влади»[48].
- Відповідно до Указу Президента України № 467/2016 "Про рішення Ради національної безпеки і оборони України від 16 вересня 2016 року «Про застосування персональних спеціальних економічних та інших обмежувальних заходів (санкцій)» за підтримку сепаратистів на окупованих територіях України[49][50].
- Введені санкції Ради національної безпеки і оборони України від 7 вересня 2022 року «Про застосування та внесення змін до персональних спеціальних економічних та інших обмежувальних заходів (санкцій)»[51]

Внесена також в санкційні списки Канади, Австралії та Швейцарії.

## Сім'я
Чоловік - Мізулін Михайло Юрійович
Донька - Мізуліна Катерина Михайлівна